# Ford Model A (1927)
Ford Model A (1927) — автомобиль, производившийся компанией Ford Motor Company с 1927 по 1931 год. Вторая модель с индексом A в производстве компании.
С 1903 по 1904 гг. выпускалась первая модель с индексом А.

## История

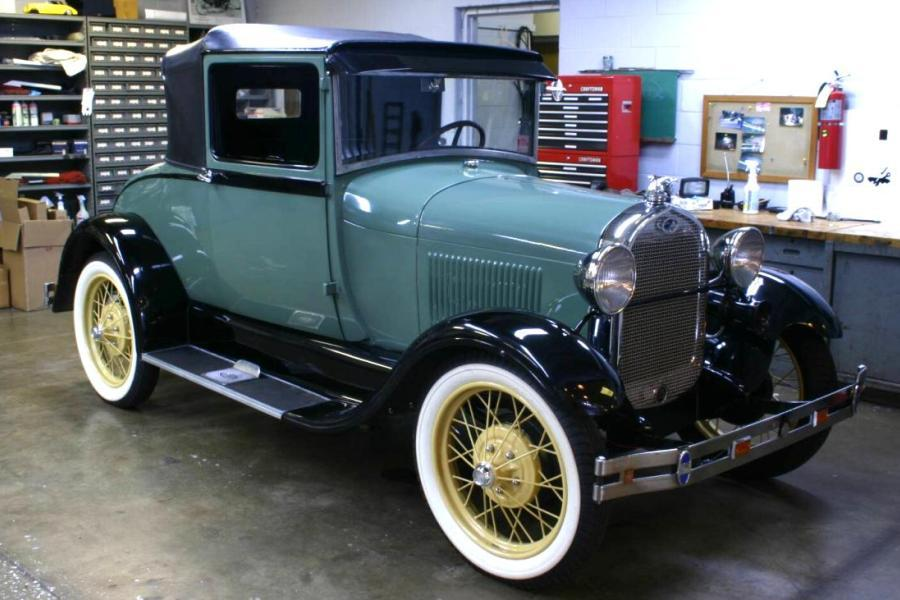
Ford Model A 1928 года с кузовом «бизнес-купе»

Первый рисунок будущей модели А во многом приписывают сыну Генри Форда — Эдселу, который набросал эскиз облицовки радиатора и панели приборов для этой модели.
В начале двадцатых годов Ford Motor Company доминировал на автомобильном рынке с моделью Ford Model T. Тем не менее, в середине двадцатых годов это доминирование на рынке массовых автомобилей быстрее сокращалось из-за таких конкурентов, как General Motors. Падение продаж модели Т заставили Генри Форда дать согласие начать разработку новой модели.
Первый Ford A был изготовлен 20 октября 1927 года, но продажи начались только 2 декабря 1927 года. Он заменил на конвейере почтенный Ford Model T, который выпускался в течение 18 лет.
Модель выпускалась в самых разных вариантах: Купе (Standard и Deluxe), Бизнес-Купе, «Sport Coupe», «Roadster Coupe» (Standard и Deluxe), кабриолет, фаэтон (Standard и Deluxe), «Tudor» (Standard и Deluxe), «Town Car», «Fordor» (2 окна) (Standard и Deluxe), «Fordor» (3 окна) (Standard и Deluxe), «Victoria», универсал, такси, пикап и др.
Цены на Ford A составляли от $385 за модель с кузовом родстер до $1400 за модификацию «Town Car».

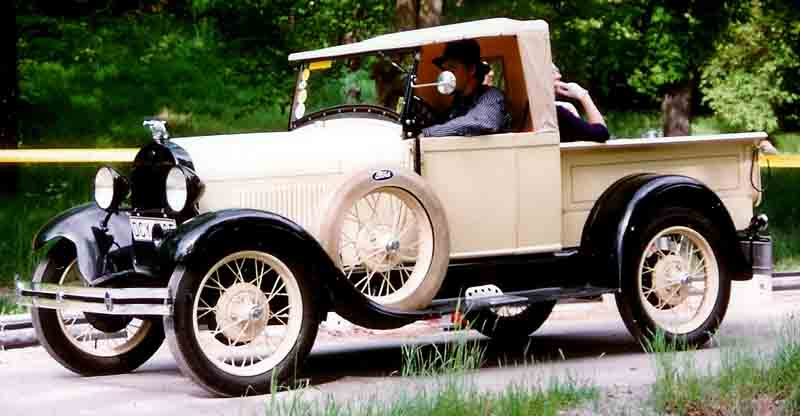
Ford Model A 1928 года с кузовом «пикап»

В дополнение к США, Ford производил модель на заводах в Аргентине, Канаде, Франции, Германии и Великобритании. В Европе, где автомобили облагались налогом в соответствии с рабочим объемом двигателя, Ford оборудовал модель А двигателем 2033 см³. Тем не менее, объём двигателя был ещё достаточно велик и привлекал ежегодные налоговые сборы с автомобиля в размере £24 в Великобритании и аналогичные налоги на других основных европейских рынках, в результате чего автомобиль оказался не в состоянии конкурировать в секторе недорогих массовых автомобилей. Модель была к тому же слишком сырой, чтобы выступать в качестве предмета роскоши.
Производство закончилось в 1931 году. Всего было выпущено 4 849 340 экземпляров Ford A во всех вариантах. Его преемником стал Ford Model B (1932).

## Производство в СССР
В СССР производство автомобиля должно было начаться в Нижнем Новгороде (с 1932 года город Горький) согласно купленной у компании Ford в 1928 году технической документации. Пока с 1929 по 1932 годы шло сооружение завода НАЗ (переименованного в ГАЗ), в Москве был построен автосборочный завод имени КИМ. На нём с 1930 года началась отверточная сборка автомобилей Ford Model A. В 1932 году на заводе ГАЗ стала выпускаться лицензионная версия модели под названием ГАЗ-А.

## Особенности конструкции
На модели устанавливался 4-цилиндровый двигатель жидкостного охлаждения рабочим объёмом 3,28 л, развивающий 40 лошадиных сил.
Model A 1927 модельного года была первой моделью Ford, которая использовала стандартный набор органов управления с обычными педалями сцепления и тормоза и акселератора и рычагом КПП в отличие от предыдущих моделей Ford.
Топливный бак расположен в торпедо, между моторным отсеком и панелью приборов. Он имел оптический указатель топлива, топливо поступало в карбюратор самотеком.
Модель была первым автомобилем, имеющим безопасные стекла в ветровом стекле. Ford Model A использовал механические барабанные тормоза на всех колесах. В 1930 году облицовка радиатора и окантовка фар изготавливается из нержавеющей стали.

## Ford A в кино
По данным Internet Movie Cars Database:
- Сумеречная зона (США, с 1959)
- Следуй мечте (США, 1962)
- Бумажная луна (США, 1973)
- Самый сильный человек в мире (США, 1975)
- Почтальон всегда звонит дважды (США, 1981 г.)
- Герой-одиночка (США, 1996 г.)
- О, где же ты, брат? (США, 2000 г.)
- Джонни Д. (США, 2009 г.)